# Флип, Алекси
Алекси́с Лора́н Патри́с Рож Флип (фр. Alexis Laurent Patrice Roge Flips; род. 18 января 2000, Вильнёв-д’Аск) — французский футболист, полузащитник клуба «Андерлехт», выступающий на правах аренды за «Шарлеруа».

## Клубная карьера
Алекси Флип является воспитанником футбольной академии «Лилля», где он занимался с восьмилетнего возраста. В 2017 году футболист попал во вторую команду «Лилля» и выступал в четвертом дивизионе чемпионата Франции. Летом 2019 года для набора игровой практики Флип был отправлен в аренду в клуб Лиги 2 «Аяччо», где он и провел следующий сезон.
Так и не став игроком основы «Лилля», по возвращении из аренды Флип перешел в клуб Лиги 1 «Реймс», где также начинал играть за дублирующий состав. Первую игру в основе Флип провел в мае 2021 против «Нима», когда во втором тайме вышел на замену и через семь минут отличился забитым голом.
8 августа 2023 года Алекси Флип подписал контракт на пять лет с бельгийским клубом «Андерлехт». В чемпионате Бельгии дебютировал 20 августа в матче против «Вестерло».

## Карьера в сборной
Флип имеет опыт выступления за юношеские и молодежные сборные Франции. В составе сборной до 17 лет учувствовал на Чемпионате мира 2017, сыграв 2 матча и забив 2 гола.